# Фелшомарац
Фелшомарац (на унгарски: Felsőmarác) е село в област Ваш, западна Унгария. Населението му е около 300 души (2004).
Разположено е на 252 метра надморска височина в Среднодунавската низина, на 8 километра югоизточно от границата с Австрия и на 35 километра южно от Сомбатхей.